# Лінь Ацінь

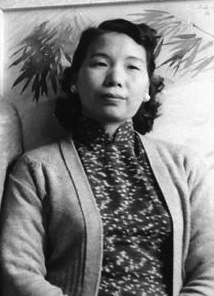
Лінь Ацінь у 1957 році

Лінь Ацінь (тайван. хоккієн: Lîm O-khîm; 29 вересня 1915 — 8 жовтня 2020) — художниця, яка працювала переважно в техніці гуаші, Вона була активною в період японського панування на Тайвані. Одружена з художником Куо Сюе-ху. Померла 8 жовтня 2020 року в Сан-Франциско, США.

## Життєпис
У 1928 році Лінь вступила до Тайбейської середньої школи для дівчат(нині — Муніципальна жіноча середня школа Тайбея Чжуншань), де вивчала техніку гуаші під керівництвом Гобари Кото, демонструючи свій мистецький талант. Завдяки Гобару вона познайомилася з Куо Сюе-ху, і вони одружилися навесні 1935 року перед храмом Юаньшань. Лінь, яка походила із заможної родини, взяла на себе важкий тягар виховання їхніх дітей і управління домашніми фінансами після одруження. У 1960-х роках Лінь припинила творчу діяльність, щоб зосередитися на родині. У 1970-х роках вона переїхала до США. У подружжя було четверо дітей: Го Женьсян, Го Сунфен, Го Сянмей і Го Сунньян.

## Роботи
- Південна країна[4]
- Кроталярія жовта
- Свято ліхтарів — Премія Тайян (1950)